# 柴野民三
柴野 民三（しばの たみぞう、1909年11月4日 - 1992年4月11日）は、日本の児童文学作家・詩人。
東京府東京市京橋区（現・東京都中央区）生まれ。日比谷小学校（現千代田区立麹町小学校）、錦城商業学校卒業。
1929年（昭和4年）、大橋図書館にに勤務し、児童図書室を担当する。『赤い鳥』などに投稿し北原白秋に師事。童謡誌「チチノキ」同人として詩作する。1932年（昭和7年）、有賀連らと「チクタク」を創刊。1935年（昭和10年）、私立大橋図書館を退職し、小川未明主宰『お話の木』創刊に際して編集に当たる。のち絵雑誌『コドモノヒカリ』などを編集、1942年から文筆業。
1992年4月11日、呼吸不全のため死去。

## 著書
- 『満洲童話集』（編、金蘭社、世界童話叢書） 1940
- 『アサ』（綱島書店） 1942
- 『ワタシノオテガミ』（春江堂） 1942
- 『ワタシノムラ』（春江堂） 1942
- 『オヤマノナカヨシ』（春江堂） 1943
- 『ヂビキアミ』（春江堂） 1943
- 『ヒツジトコドモ』（綱島書店） 1943
- 『マケルモノカ』（春江堂） 1943
- 『力ヲアハセテ』（啓明出版社） 1944
- 『ムカシノ戰爭イマノ戰爭』（春江堂） 1944
- 『モリノイウビンヤサン エバナシ』（綱島書店） 1947
- 『えどうわ かねがなる』（育英出版） 1948
- 『みち潮ひき潮』（桜井書店） 1948
- 『おうちのどうぶつ』（春江堂） 1949
- 『日本の偉人』（小峰書店、小学生文庫） 1951
- 『エジソン』（あかね書房、小学生伝記文庫） 1952
- 『まいごのありさん』（泰光堂） 1954
- 『リンカーン』（保育社、保育社の偉人絵文庫） 1955
- 『とよとみひでよし』（偕成社） 1957
- 『源義経』（偕成社、児童伝記全集） 1959
- 『こうのとりになった王さま』（講談社、講談社の絵本） 1960
- 『コロンブス』（ポプラ社、子どもの伝記物語） 1960
- 『りょうかんさん』（ポプラ社、おはなし文庫） 1962
- 『ねずみのおよめさん』（ポプラ社、ポプラ社の絵童話文庫） 1963
- 『いなくなったこどもたち 指導性のある子にする童話』（実業之日本社、よい性格をつくる童話シリーズ） 1964
- 『にのみやきんじろう』（偕成社、幼年伝記ものがたり） 1964
- 『コロのぼうけん』（金の星社、幼年童話シリーズ） 1966
- 『コンチキ号の漂流』（岩崎書店、おはなしノンフィクション） 1968
- 『うさぎとながぐつ』（小峰書店、こみね幼年童話） 1969
- 『馬にのったかみなり』（さ・え・ら書房、メモワール文庫） 1969
- 『坂本竜馬』（潮出版社、ポケット偉人伝） 1970
- 『とよださきち』（小峰書店、幼年伝記ものがたり） 1972
- 『カッパのくれたつぼ 東京・神奈川・千葉』（小峰書店、小学生日本の民話） 1974
- 『かまきりおばさん 詩』（国土社、国土社の詩の本） 1976
- 『アンデルセン』（主婦の友社、少年少女世界伝記全集） 1977
- 『クレヨンのひみつ』（PHP研究所、こころの幼年童話） 1981
- 『リンドバーグ 大西洋無着陸横断飛行の英雄』（チャイルド本社） 1984
- 『でんしゃにのったちょうちょ』（金の星社、フォア文庫） 1992
- 『山ねこせんちょう』（九月館） 1992
- 『おいもをどうぞ!』（ひかりのくに） 2005
- 『なんだろう?』（ひかりのくに） 2007
- 『ねずみ花火 童話集』（ビリケン出版） 2008
- 『くまさんのずぼん』（ひかりのくに） 2009
- 『山ねこホテル 絵童話』（ビリケン出版） 2009

## 再話など
- 『ポストマニ』（岩井書店、世界童話繪本・インド） 1948
- 『アンクル・トム』（ハリエット・ビーチャー・ストウ、偕成社） 1957
- 『おおかみ少年』（キップリング、金の星社、ひらかな世界名作） 1958
- 『ジャングルの決闘』（キップリング、金の星社、ひらかな世界名作） 1959
- 『くるみわり人形』（E.T.A.ホフマン、講談社、講談社の絵本） 1961
- 『きつねのさいばん』（講談社、講談社の絵本） 1962
- 『くろうま物語』（アンナ・シュウェル、偕成社） 1962
- 『母をたずねて』（アミーチス、ポプラ社、世界名作童話全集） 1963
- 『てっかめん』（デュマ、ポプラ社、世界名作童話全集） 1964
- 『王子とこじき』（マーク・トウェイン、世界文化社、少年少女世界の名作） 1969
- 『まめころりん』（フレーベル館、にほんみんわシリーズ） 1977
- 『なしうりとおじいさん 中国民話より』（フレーベル館） 1978
- 『せかいいちのゆみのめいじん』（チャイルド本社、世界の名作） 198

## 参考
- 『日本児童文学大事典』大日本図書、1993